# 藤原嬉子
藤原嬉子，寬弘4年正月初五（1007年1月26日） - 萬壽2年八月初五（1025年8月30日），為攝政藤原道長六女。母源倫子。第69代後朱雀天皇尚侍、第70代後冷泉天皇生母。

## 略歷
寬仁2年（1018年），在姊姊威子任職中宮並辭去尚侍職時，入宮任職尚侍。由於父親道長已經出家，便過繼為哥哥賴通的養女。寬仁3年（1019年）舉行著裳儀式，並敘從三位。寬仁5年（1021年）成為當時的皇太弟敦良親王（後朱雀天皇）的御息所。萬壽2年（1025年）8月3日，生下一子親仁（後冷泉天皇），但嬉子因感染赤斑瘡（麻疹的一種），在產後2日即逝世。享年19。同月29日追贈正一位。寬德2年（1045年），兒子即位為後冷泉天皇後，被追贈為皇太后。
嬉子是藤原道長與正室源倫子之間的么女，在三個姐姐都成為中宮的時局下，背負者將來成為第四位中宮（甚至是國母）的期待下被送入東宮，但嬉子卻是藤原道長所有入宮的女兒中最早亡故的一位（甚至等不到成為皇后即死去）。而在嬉子產下後冷泉天皇之後，道長所有入宮的女兒（三條天皇中宮妍子、後一條天皇中宮威子）及孫女（後朱雀天皇女御生子、後冷泉天皇皇后寬子、後冷泉天皇皇后歡子）就沒有人能夠生下皇子，往後的天皇與道長一族之間的外戚關係越來越淡，因此藤原嬉子的過世可以說是藤原家斜陽的開始。